# Alchemilla sect. Grandifoliae
Alchemilla sect. Grandifoliae ist eine in Afrika heimische Sektion aus der Gattung Frauenmantel (Alchemilla).

## Merkmale
Es sind Halbsträucher mit langen Internodien. Die Blätter sind groß und bis 17-lappig. Der Blattstiel ist lang, die Nebenblättern groß und stark verwachsen. In der Knospe ist das Blattprimordium von der Scheide des nächstälteren Blattes umgeben, die Blattspreite ist jedoch immer außerhalb seiner eigenen Blattscheide.
Die Blütenstände sind umfangreich. Der Außenkelch ist kleiner als die Kelchblätter. Der Kelchbecher ist behaart und oben nicht eingeschnürt. Es gibt ein Fruchtblatt, das eine kugelige Narbe trägt.

## Vorkommen
Die Sektion ist auf ein kleines Areal in den ostafrikanischen Gebirgen in Äquatornähe beschränkt.

## Belege
- Alexander A. Notov, Tatyana V. Kusnetzova: Architectural units, axiality and their taxonomic implications in Alchemillinae. Wulfenia 11, 2004, S. 85–130. ISSN 1561-882X
- Sigurd Fröhner: Alchemilla. In: Hans. J. Conert u. a. (Hrsg.): Gustav Hegi. Illustrierte Flora von Mitteleuropa. Band 4 Teil 2B: Spermatophyta: Angiospermae: Dicotyledones 2 (3). Rosaceae 2. Blackwell 1995, S. 16. ISBN 3-8263-2533-8